# 水上村立古屋敷小学校

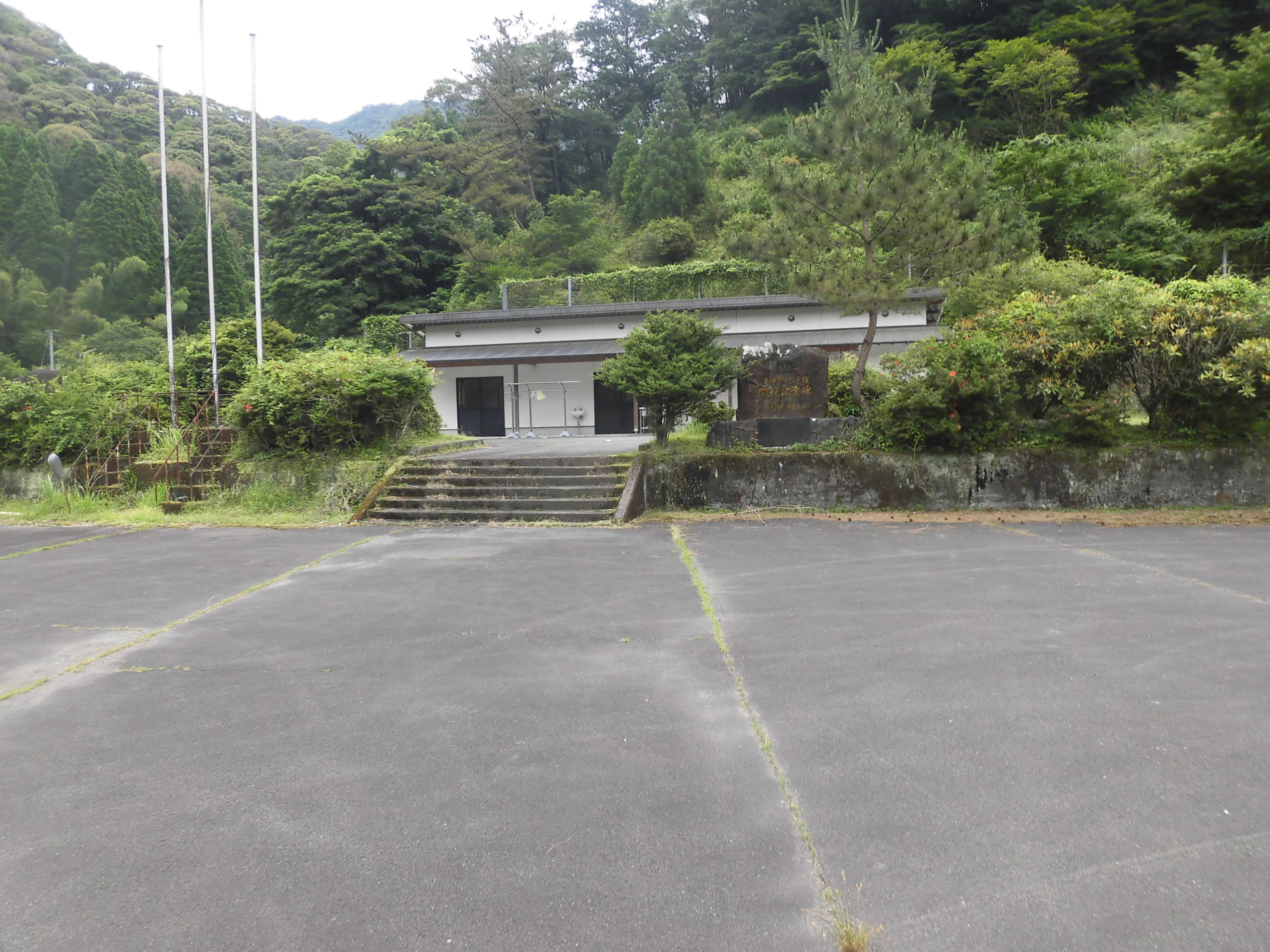
校舎解体後の跡地

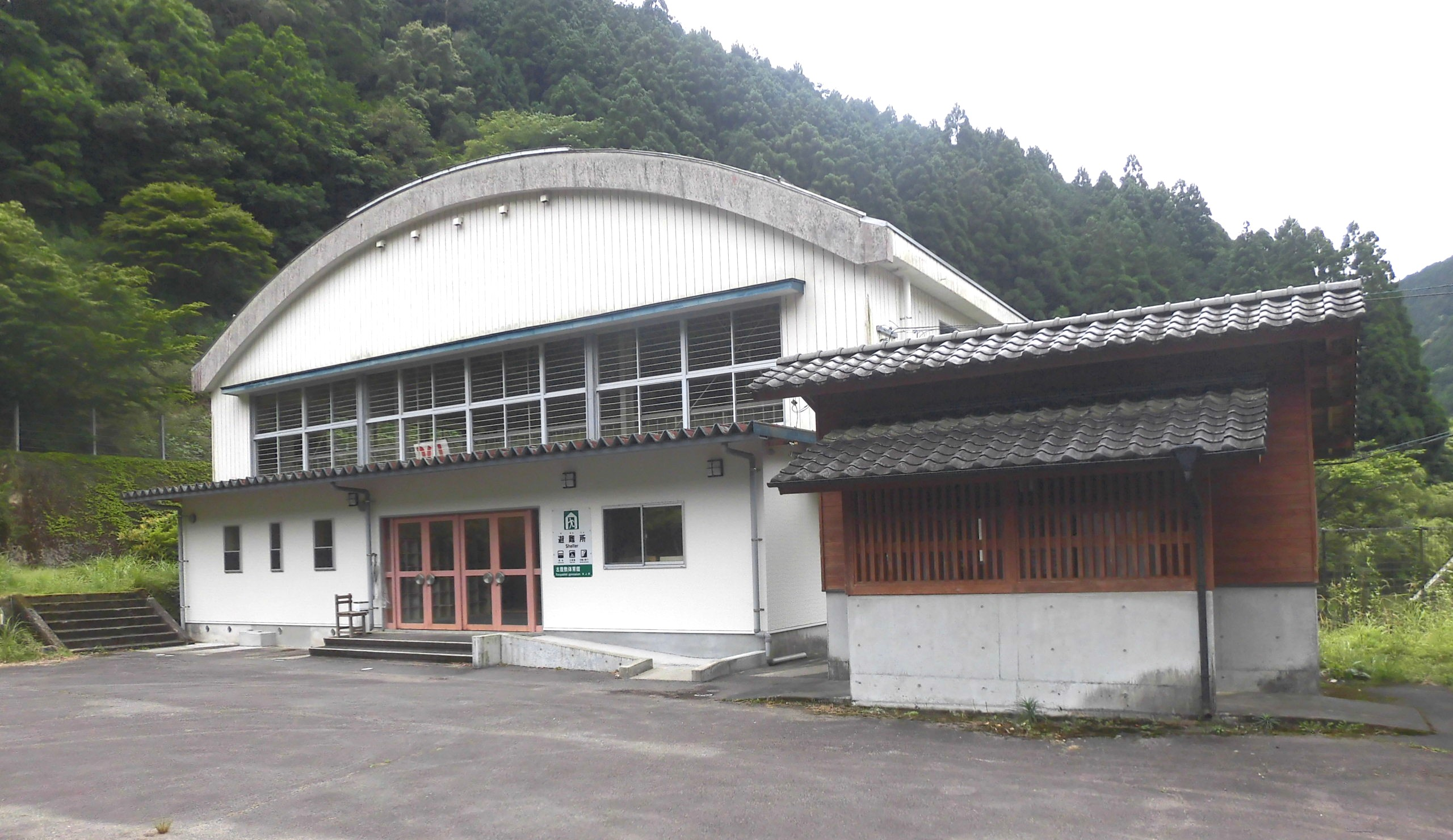
体育館

水上村立古屋敷小学校（みずかみそんりつ ふるやしきしょうがっこう）は、かつて熊本県球磨郡水上村江代にあった公立の小学校。

## 概要
歴史
1884年（明治17年）に「公立江代小学校 古屋敷分教場」として創立。1915年（大正4年）に独立。創立から117年目の2001年（平成13年）に閉校した。
校章
七稜鏡を背景にして、中央に校名の略称である「古小」の文字（縦書き）を廃している。
校歌
通学区域
水上村の「江代地区」。中学校区は水上村立水上中学校であった。
分校
柳原分校

## 沿革
旧・江代小学校（えしろ）
- 1877年（明治10年）2月 - 江代村に「公立江代小学校」が創立。間もなく西南の役が勃発。
- 1879年（明治12年）2月 - 江代小学校が開校。
- 1884年（明治17年）8月 - 古屋敷分教場を設置。
- 1889年（明治22年）
  - この年 - 簡易科（3年制）を設置の上、「簡易江代小学校」に改称。
  - 4月 - 町村制の施行により、球磨郡「江代村」が発足。
- 1890年（明治23年）- 尋常科（4年制）を設置の上、「尋常江代小学校」に改称。
- 1892年（明治25年）4月 - 「江代尋常小学校」に改称。
- 1895年（明治28年）11月1日 - 球磨郡3村（湯山・岩野・江代）が合併して「水上村」が発足。
- 1908年（明治41年）4月 - 改正小学校令により、尋常科（義務教育年限）が4年制から6年制に改められる。尋常科5年を新設。
- 1909年（明治42年）4月 - 尋常科6年を新設。
- 1915年（大正4年）4月 - 高等科（2年制）を設置の上、「江代尋常高等小学校」に改称。新校舎が完成。古屋敷分教場が分離の上、「古屋敷尋常小学校」として独立。
- 1941年（昭和16年）4月1日 - 国民学校令施行により、「水上村江代国民学校」に改称。尋常科を初等科に改める。
- 1947年（昭和22年）4月1日 - 学制改革（六・三制の実施）により、 新制小学校「水上村立江代小学校」に改組・改称。
- 1958年（昭和33年）3月31日 - 閉校。81年の歴史に幕を閉じる。その後、市房ダムの完成（1960年（昭和35年）1月）により、校地は湖底に沈む。

本史
- 1884年（明治17年）8月 - 「公立江代小学校 古屋敷分教場」が設置される。
- 1889年（明治22年）
  - この年 - 「簡易江代小学校 古屋敷分教場」に改称。
  - 4月1日 - 球磨郡「江代村」が発足。
- 1890年（明治23年）- 「尋常江代小学校 古屋敷分教場」に改称。
- 1892年（明治25年）4月 - 「江代尋常小学校 古屋敷分教場」に改称。
- 1895年（明治28年）11月1日 - 球磨郡3村合併で「水上村」が発足。
- 1915年（大正4年）4月 - 「古屋敷尋常小学校」として独立。
- 1916年（大正5年）4月 - 高等科（2年制）を併置の上、「古屋敷尋常高等小学校」と改称。
- 1920年（大正9年）11月13日 - 柳原分教場を設置。
- 1941年（昭和16年）4月1日 - 国民学校令の施行により、「水上村古屋敷国民学校」と改称。尋常科を初等科に改める。
- 1947年（昭和22年）- 学制改革が行われる（六・三制の実施）。
  - 4月1日 - 国民学校初等科は、新制小学校「水上村立古屋敷小学校」（最終名）に改組・改称。
  - 5月8日 - 国民学校高等科は、青年学校普通科とともに、新制中学校「水上村立水上中学校 古屋敷分室」に改組・改称。
- 1985年（昭和60年） - 柳原分校を休校とする。
- 2001年（平成13年）3月31日 - 休校中の柳原分校とともに、水上村立岩野小学校への統合のため、閉校。117年の歴史に幕を下ろす。
  - 閉校後、木造2階建ての校舎は解体され、体育館とプールが残されている。運動場は救急救命ヘリコプターの離発着所（ヘリポート）として整備されている。

## 交通アクセス
最寄りの鉄道駅
- くま川鉄道 湯前線「湯前駅」

最寄りのバス停留所
- 九州産交バス「古屋敷（水上）」停留所

最寄りの幹線道路
- 宮崎県道・熊本県道142号上椎葉湯前線

## 周辺
- 多良木病院古屋敷診療所
- 古屋敷郵便局
- 古屋敷もみじ公園
- 古屋敷発電所
- 球磨川
- 魚帰川